# 青铜武士俑 (新疆博物馆)
43°30′45″N 83°16′28″E / 43.5126°N 83.2744°E（出土地点）

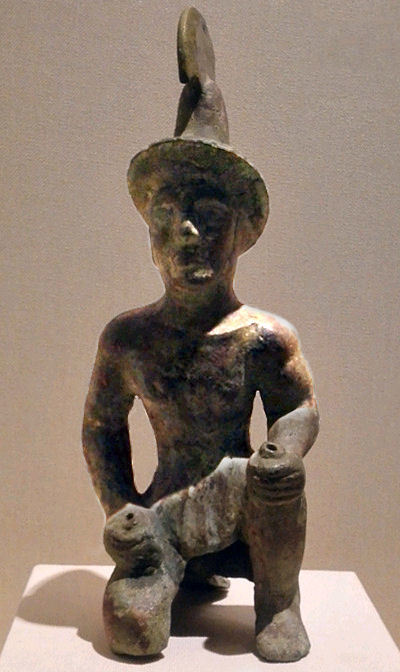
新疆博物馆的青铜武士俑。

新疆博物馆的青铜武士俑是一个著名的古代艺术作品。这个作品体现了古代时期在欧亚大陆内的人流和文化交流。发掘地在于天山山脉北方、伊犁河谷东部的新源县71团(43.51N-83.27E)。青铜武士俑的真正的性质还是学界议论的对象。
据新疆博物馆的解释:
"青铜武士俑【距今约2500年】，斯基泰文化特征，高40厘米，1981年新源县71团鱼塘遗址出土。武士头戴高筒尖顶弯钩宽沿帽，上体裸露，腰系短裙，大眼高鼻。原形象是生活在今伊犁地区的古代塞种人。塞人是欧罗巴人种的游牧民族，被认为是今哈萨克族等突厥语系的民族祖先之一。"

然而，有一些西方学者认为这个青铜武士俑的原形却可能是古代时期来到东方的希腊武士。根据这些学家武士的上体裸露，腰系短裙，大眼高鼻等特征是最适合古希腊武士的。而且他戴的头盔非常相似古希腊创造的青铜弗里吉亚头盔。相反地，塞种人常戴的只是软皮革制的高筒尖顶帽子，而不是这种青铜头盔。这个武士可能是来自希腊化世界，比如塞琉古帝国还是希腊-巴克特里亚王国。
最近，在不远的地方考古学家发掘另一个同风格的青铜塑像。在博物馆内，这个新的塑像站在青铜武士俑旁边。
1. ↑  新疆博物馆的解释
2. 1 2  "When West Went East", The Pennsylvania Gazette, p.8  （页面存档备份，存于）
3. ↑  "The Diffusion of Classical Art in Antiquity", John Boardman, p.149 "A puzzling recent find carries hints of Bactria and of the world of Alexander and the Seleucids. It is a bronze figurine of a kneeling warrior, not Greek in work but wearing a version of the Greek Phrygian helmet."